# 乌里扬诺夫斯克
乌里扬诺夫斯克（羅馬化：Ulʹyanovsk）是俄罗斯西部城市，在1924年之前称作辛比尔斯克（Симби́рск，羅馬化：Simbirsk）。乌里扬诺夫斯克坐落于伏尔加河畔，在莫斯科以东893公里，是乌里扬诺夫斯克州的首府。20世纪著名的俄国政治人物弗拉基米尔·列宁和亚历山大·克伦斯基，和泛突厥主義理論家優素福·阿克楚拉都在这里出生。
乌里扬诺夫斯克的历史始于1648年。当时的罗曼诺夫王朝的阿列克谢一世为了抵御东部边境的游牧民族（鞑靼人），在伏尔加河西岸的山顶建造了一座名为辛比尔斯克的边境堡垒，就是今天这一城市的雏形。这座堡垒也自然成为了沙皇俄国继续向东部扩张的一个立基地。随着俄罗斯沙皇国向西伯利亚的成功扩张，辛比尔斯克很快就失去了她在军事战略方面的地位，转而成为了一座地方性的城镇。1796年，辛比尔斯克被正式提升为城市。1827年，新古典主义风格的圣三一大教堂开始动工修建，历时14年方告落成。辛比尔斯克的人口在1856年达到了2万6千人，到1897年就增至4万3千人。1924年列宁逝世后，这座城市更名为乌里扬诺夫斯克以兹纪念（列宁本姓“乌里扬诺夫”）。与其他以苏联领导人命名的城市不同，这个名字一直使用到今天。 
1980年代，横跨伏尔加河的大桥开始建立，但仍未完工。一旦建成，这座新桥将以其5.5公里的长度，成为欧洲跨度最大的桥梁之一。在苏联时期，乌里扬诺夫斯克的历史遗迹被大部分毁灭。得以保存下来的不过是几处十九世纪的建筑。其中最有名的便是列宁的故居，他在1870年到1887年间住在那里。圣三一大教堂也未得幸免，但目前正在重建。乌里扬诺夫斯克是重要的工业城市。这里的工厂包括烏里揚諾夫斯克汽車製造廠，制造大型运输机安-124的Aviastar公司（前身为乌里扬诺夫飞行工业局），以及其他许多小型工厂。

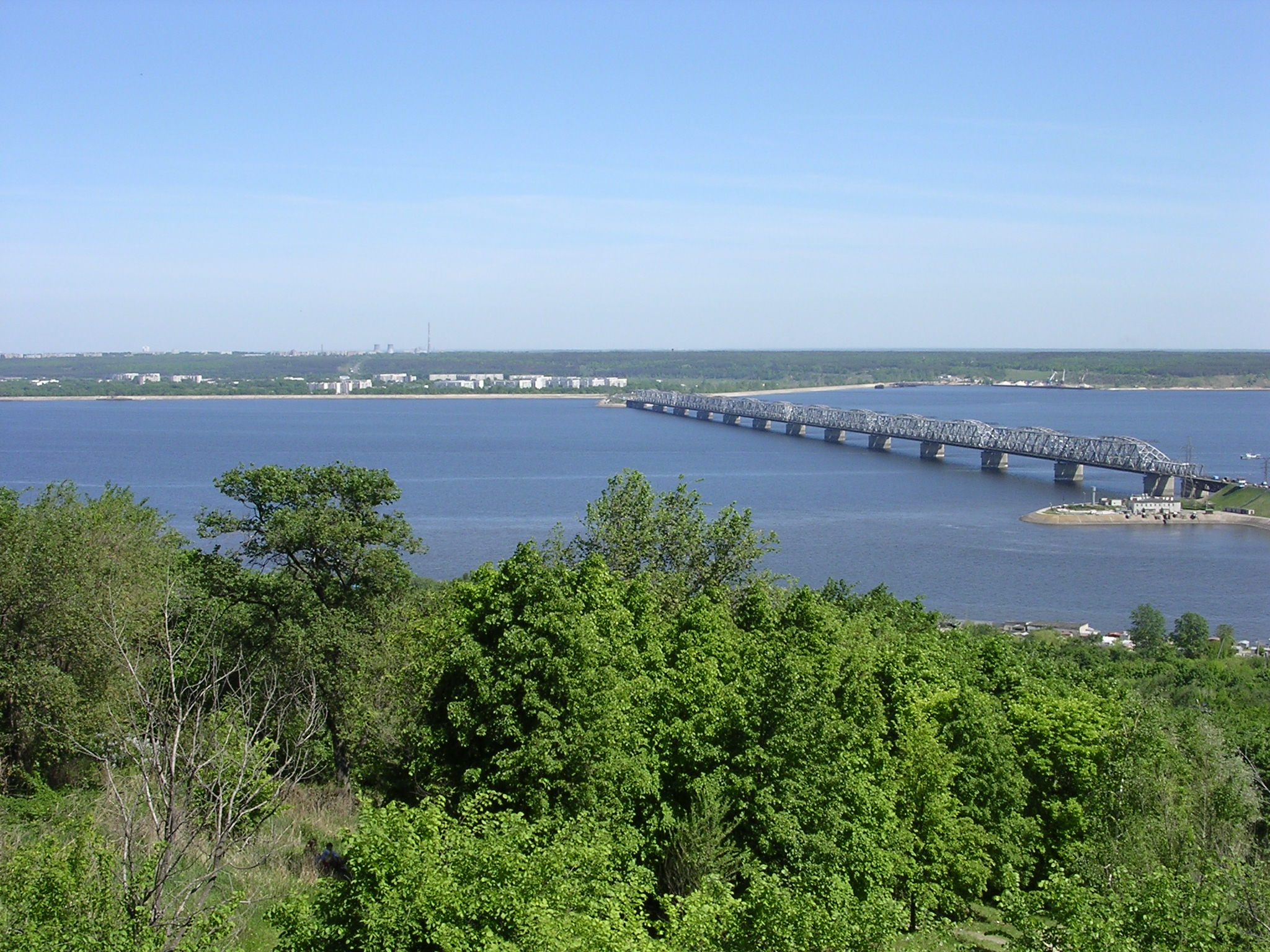
横跨伏尔加河的大桥